# Pirotehnička bojila
Pirotehničko bojilo je hemijsko jedinjenje koje uzrokuje da plamen gori određenom bojom. Koriste se za stvaranje boja u pirotehničkim kompozicijama kao što su vatrometi i obojeni plameni. Materije koje proizvode boju obično se stvaraju od drugih hemikalija tokom reakcije. Široko se koriste soli metala; elementarni metali se retko koriste (npr. bakar za plavi plamen).
Boja plamena zavisi od katjona metala; anjon soli ima vrlo malo direktnog uticaja. Međutim, anjoni utiču na temperaturu plamena, kako je povećavaju (npr. nitrati, hlorati) tako i smanjuju (npr. karbonati, oksalati), indirektno utičući na jačinu i sjaj plamena. Za aditive koji snižavaju temperaturu, granica bojenja može biti oko 10–20 tež.% kompozicije.
Neki uobičajeni primeri su:
| Boja         | Ime jedinjenja                          | Hemijska formula               | Napomene |
| ------------ | --------------------------------------- | ------------------------------ | --- |
| Crveno       | Stroncijum nitrat                       | Sr(NO3)2                       | Uobičajen. Koristi se sa donatorima hlora. Odlična crvena boja, posebno sa metalnim gorivima. Koristi se u mnogim kompozicijama uključujući signalne plamene. |
| Crveno       | Stroncijum karbonat                     | SrCO3                          | Uobičajen. Daje dobru crvenu boju. Usporava sagorevanje kompozicija, razlaže se stvarajući ugljen-dioksid. Plameni usporivač u barutima. Jeftin, nehigroskopan, neutrališe kiseline. Superioran u odnosu na stroncijum oksalat u odsustvu magnezijuma. |
| Crveno       | Stroncijum oksalat                      | SrC2O4                         | Razlaže se dajući ugljen-dioksid i ugljen-monoksid. U prisustvu magnezijumovog goriva, ugljen monoksid smanjuje čestice magnezijum oksida, stvarajući gasoviti magnezijum i eliminišući zračenje crnog tela čestica MgO, što dovodi do jasnije boje. |
| Crveno       | Stroncijum sulfat                       | SrSO4                          | Uobičajen. Visokotemperaturni oksidant. Koristi se u mešavinama stroboskopa i nekim crvenim kompozicijama na bazi metala. |
| Crveno       | Stroncijum hlorid                       | SrCl2                          | Uobičajen. Proizvodi svetlo crveni plamen. |
| Narandžasto  | Kalcijum karbonat                       | CaCO3                          | Proizvodi narandžasti plamen. Daje ugljen-dioksid pri razgradnji. Često se koristi u vatrometu kao zamena za stroncijum. |
| Narandžasto  | Kalcijum hlorid                         | CaCl2                          | |
| Narandžasto  | Kalcijum sulfat                         | CaSO4                          | Visokotemperaturni oksidant. Odličan izvor narandže u stroboskopskim kompozicijama. |
| Narandžasto  | Hidrirani kalcijum sulfat               | CaSO4(H2O)x*                   | Oznaka * označava da će jedinjenje goreti narandžasto gde je x=0,2,3,5. |
| Zlatno/žuto  | Prah drvnog uglja                       |                                | |
| Žuto         | Natrijum bikarbonat                     | NaHCO3                         | Kompatibilan sa kalijum hloratom. Manje smanjenje brzine sagorevanja od natrijum karbonata. Nekompatibilan sa magnezijumom i aluminijumom, reaguje razvijajući gas vodonika. |
| Žuto         | Natrijum karbonat                       | Na2CO3                         | Higroskopan. Značajno smanjuje brzinu sagorevanja, razlaže ugljen-dioksid koji se razvija. Jako alkalan. Veoma efikasna boja, može se koristiti u malim količinama. Korodira magnezijum i aluminijum, nekompatibilan je sa njima. |
| Žuto         | Natrijum hlorid                         | NaCl                           | Gubi higroskopnost pri zagrevanju. Korodira metale. |
| Žuto         | Natrijum oksalat                        | Na2C2O4                        | Nehigroskopan. Blago reaguje sa magnezijumom, nema reakcije sa aluminijumom. |
| Žuto         | Natrijum nitrat                         | NaNO3                          | Takođe deluje kao oksidant. Svetao plamen, koji se koristi za osvetljenje. |
| Žuto         | Kriolit                                 | Na3AlF6                        | Jedna od retkih natrijumovih soli koja je nehigroskopna i nerastvorljiva u vodi. |
| Zeleno       | Barijum hlorid                          | BaCl2                          | |
| Zeleno       | Barijum hlorat                          | Ba(ClO3)2                      | Klasično izražavanje zelene boje sa šelak gorivom. Osetljiv na udarce i trenje. Oksidator. |
| Zeleno       | Barijum karbonat                        | BaCO3                          | Lepa boja kada se amonijum perhlorat koristi kao oksidant. |
| Zeleno       | Barijum nitrat                          | Ba(NO3)2                       | Ne previše jak efekat. Sa donorima hlora daje zelenu boju, bez hlora gori belo. U zelenim kompozicijama se obično koriste perhlorati. |
| Zeleno       | Barijum oksalat                         | BaC2O4                         | |
| Plavo        | Bakar(I) hlorid                         | CuCl                           | Najbogatiji plavi plamen. Skoro nerastvorljiv u vodi. |
| Plavo        | Bakar(I) oksid                          | Cu2O                           | Najjeftinija plava boja. |
| Plavo        | Bakar(II) oksid                         | CuO                            | Koristi se sa donatorima hlora. Odlično u kompozitu zvezde. |
| Plavo        | Bazni bakar karbonat                    | CuCO3·Cu(OH)2, 2 CuCO3·Cu(OH)2 | Prirodno se javlja kao malahit i azurit. Dobar sa amonijum perhloratom i za plamen visoke temperature uz prisustvo hlorovodonika. Ne raspršuje se laku u vazduhu. Manje je otrovan od Pariskog zelenog. |
| Plavo        | Bakar oksihlorid                        | 3CuO·CuCl2                     | Dobra plava boja sa odgovarajućim donorom hlora. |
| Plavo        | Parisko plavo                           | Cu(CH3COO)2.3Cu(AsO2)2         | Bakar acetoarsenit, smaragdno zelen. Toksičan. Sa kalijum perhloratom daje najbolje plave boje. Nehigroskopn je. Fini prah se lako prenosi u vazduhu. Postoji toksična opasnost od udisanja. |
| Plavo        | Bakar arsenit                           | CuHAsO3                        | Skoro nehigroskopan. Skoro jednako dobra boja kao bakar acetoarsenit. Toksičan je. Može se koristiti sa hloratnim oksidansima. |
| Plavo        | Bakar sulfat                            | CuSO4·5 H2O                    | Može se koristiti sa nitratima i perhloratima. Kiseo, nekompatibilan sa hloratima. Sa crvenim fosforom u prisustvu vlage oslobađa toplotu, može se spontano zapaliti. Jeftiniji od bakarnog acetoarsenita. Bezvodni bakar sulfat je higroskopan, može se koristiti kao sredstvo za sušenje. Sa amonijum perhloratom dobija se skoro lepa plava boja kao što se postiže bakar acetoarsenitom. |
| Plavo        | Bakarni metal                           | Cu                             | Retko se koriste, sa drugim jedinjenjima je lakše raditi. Daje lepu plavu boju u kompozicijama na bazi amonijum perhlorata; ali reaguje sa amonijum perhloratom i oslobađa amonijak u prisustvu vlage. Kompozicija mora biti suva. |
| Ljubičasto   | Kombinacija crvenih i plavih jedinjenja | Sr+Cu                          | |
| Ljubičasto   | Rubidijumska jedinjenja                 | Rb                             | ratko se koristi |
| Srebrno/belo | Aluminium prah                          | Al                             | |
| Srebrno/belo | Magnezijumski prah                      | Mg                             | |
| Srebrno/belo | Titanijumski prah                       | Ti                             | |
| Srebrno/belo | Antimon(III) sulfid                     | Sb2S3                          | |
| Infracrveno  | Cezijum nitrat                          | CsNO3                          | dve jake spektralne linije na 852,113 nm i 894,347 nm |
| Infracrveno  | Rubidijum nitrat                        | RbNO3                          | |